# Кашамбу (Мінас-Жерайс)
Кашамбу (порт. Caxambu) — муніципалітет в Бразилії, входить до складу штату Мінас-Жерайс. Є складовою частиною мезорегіону Південь і південний захід штату Мінас-Жерайс. Входить до економічно-статистичного мікрорегіону Сан-Лоренсу. Населення становить 24 079 чоловік (станом на 2006 рік). Займає площу 100,203 км².
День міста — 16 вересня.